# Ida Silfverberg
Ida Gustava Silfverberg, född 23 januari 1834 i Helsingfors, död 20 december 1899 i Florens, var en finländsk konstnär. 
Från 1857 var Silfverberg bosatt utomlands, bämligen i Dresden, Paris och från 1879 i Florens. Hon målade stilleben, blomsterstycken, studier och figurbilder, men framför allt kopior efter äldre italienska, franska och nederländska mästare samt deltog flitigt i utställningar, särskilt under 1850- och 1860-talen. Bland hennes fåtaliga bevarade originaltavlor märks altartavlan i Bromarvs kyrka (1865).